# Vụ hỏa hoạn trường học Chá Thành 2021
Vào ngày 25 tháng 6 năm 2021, một vụ hỏa hoạn tại một trường dạy võ thuật ở huyện Chá Thành, tỉnh Hà Nam, Trung Quốc, khiến ít nhất 18 người thiệt mạng.

## Bối cảnh
Trường học thông báo các khóa học trực tuyến kéo dài hàng giờ mỗi ngày cho các môn võ thuật khác nhau, cùng với các bài giảng theo phong cách trường nội trú. Trường cũng không trải qua quá trình kiểm tra an toàn phòng cháy chữa cháy bắt buộc đối với tất cả các cơ sở đào tạo võ thuật, tòa nhà này từng là một ngôi nhà riêng xây dựng trước khi trở thành trường học.

## Hỏa hoạn
Vào lúc 3 giờ sáng ngày 25 tháng 6 năm 2021, một vụ hỏa hoạn đã xảy ra tại Trung tâm võ thuật Trấn Hưng, nơi dạy võ thuật. Trường nằm ở huyện Chá Thành thuộc tỉnh Hà Nam, Trung Quốc. Ba mươi bốn sinh viên đang ở trong trường vào thời điểm xảy ra hỏa hoạn và đang ngủ trên tầng một. Nhân chứng cho biết họ nghe thấy tiếng các học sinh la hét trong khi cố gắng chữa cháy bằng cách dội nước, ngọn lửa nhanh chóng bùng phát dữ dội khiến nỗ lực cứu hộ bị cản trở.
Ít nhất 18 người thiệt mạng và 16 người khác bị thương, trong đó 4 người bị thương nặng và 12 người bị thương nhẹ. Hầu hết các nạn nhân là học sinh từ bảy đến mười sáu tuổi sống và học tập ở trường.

## Điều tra
Chưa rõ ngọn lửa bắt nguồn từ đâu. Người phụ trách trung tâm đã bị bắt. Bốn quan chức địa phương bị sa thải ngay sau khi vụ việc xảy ra, hai nghi phạm khác bị bắt giữ. Một trong những phụ huynh của những đứa trẻ nói rằng "tất cả thông tin đang bị chặn".